# Singurătate

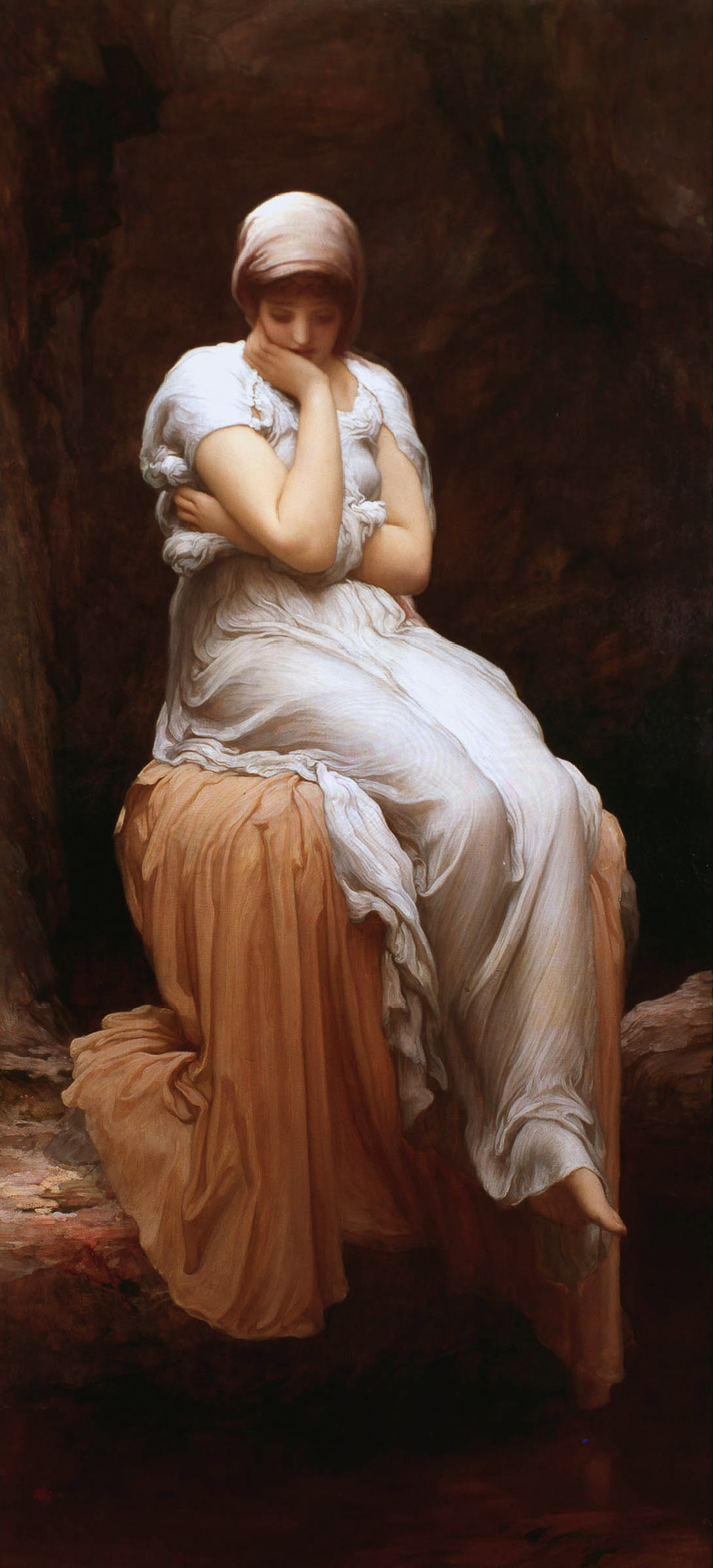
Solitudine - Frederic Leighton

Singurătatea sau solitudinea este o stare emoțională de izolare, când o anumită persoană simte lipsa relaționării cu ceilalți sau nu simte iubire. Poate fi rezultatul relațiilor rele cu altcineva, amorului nefericit, alegerii intenționate, bolii fizice sau psihice, depresiei, obișnuințelor personale antipatice sau altor condiții depinzând de situație.
Solitudinea de perioadă scurtă este adesea apreciată ca timpul când se poate munci, gândi sau odihni fără întreruperi. Ea poate fi cerută în vederea rezolvării de chestiuni private.
Singurătatea poate fi utilizată în mod pozitiv pentru a adăuga oportunități individuale pentru rugăciune și pentru a atinge o stare de pace și consolare. 